# Валмайор
Валмайо́р (порт. Valmaior; МФА: [vaɫ.maj.ˈoɾ]) — колишня парафія в Португалії, в муніципалітеті Албергарія-а-Веля. Перебувала у складі округу Авейру. Входила до регіону Центр. За старим адміністративним поділом, що був чинним до 1976 року, територія парафії належала провінції Берегова Бейра. Ліквідована 28 січня 2013 року. Увійшла до складу парафії Албергарія-а-Веля і Валмайор. Площа парафії — 17,85 км², населення — 2040 ос. (2011), густота населення — 114,29 осіб/км²
. Патрон — свята Евлалія. Поштовий індекс — 3850. Код  — 010208.

## Географія

Албергарія-а-Веля (2013)
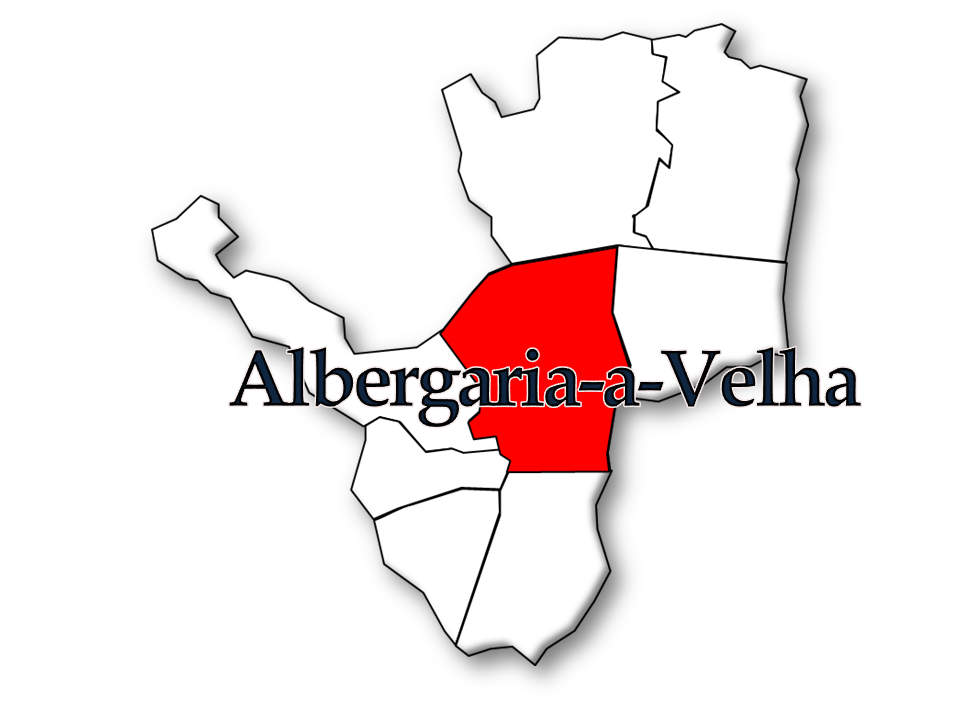
Албергарія-а-Веля
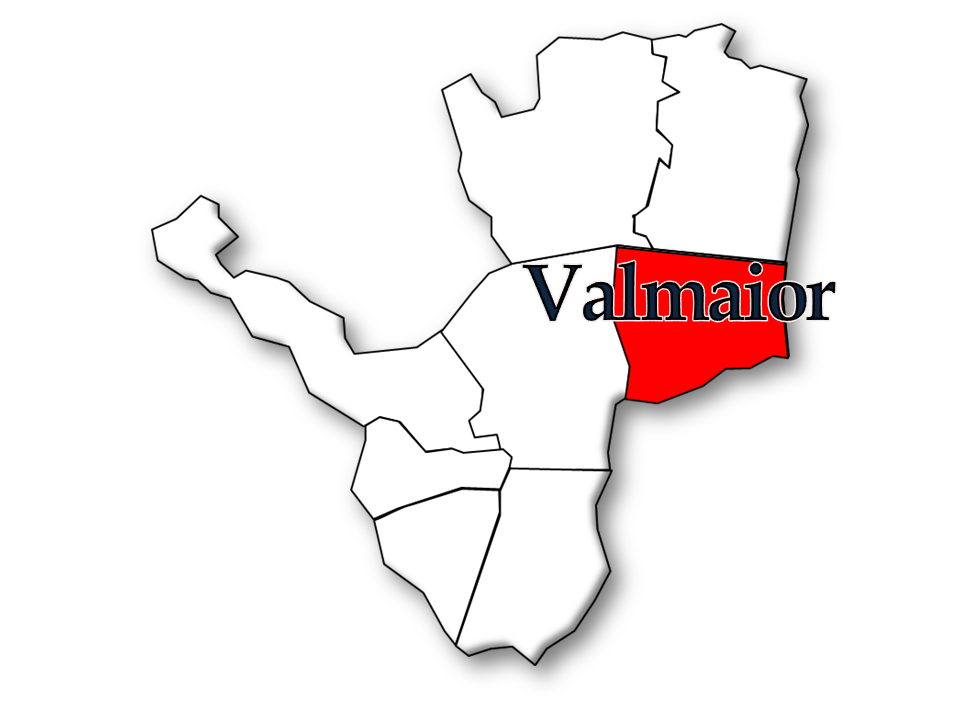
Валмайор

## Населення
| Кількість мешканців | Кількість мешканців | Кількість мешканців | Кількість мешканців | Кількість мешканців | Кількість мешканців | Кількість мешканців | Кількість мешканців | Кількість мешканців | Кількість мешканців | Кількість мешканців | Кількість мешканців | Кількість мешканців | Кількість мешканців | Кількість мешканців |
| ------------------- | ------------------- | ------------------- | ------------------- | ------------------- | ------------------- | ------------------- | ------------------- | ------------------- | ------------------- | ------------------- | ------------------- | ------------------- | ------------------- | ------------------- |
| 1864                | 1878                | 1890                | 1900                | 1911                | 1920                | 1930                | 1940                | 1950                | 1960                | 1970                | 1981                | 1991                | 2001                | 2011                |
| 802                 | 919                 | 964                 | 1.019               | 1.216               | 1.371               | 1.473               | 1.686               | 1.843               | 1.849               | 1.637               | 1.931               | 1.970               | 2.022               | 2.040               |